# AEGON Classic 2009
L'AEGON Classic 2009 è stato un torneo di tennis che si è giocato sull'erba.
È stata la 28ª edizione dell'AEGON Classic.
Si è giocato all'Edgbaston Priory Club di Birmingham in Inghilterra dall'8 al 14 giugno 2009.

## Partecipanti

### Teste di serie
| Giocatrice               | Nazionalità   | Ranking* | Testa di serie |
| ------------------------ | ------------- | -------- | -------------- |
| Jie Zheng                | Cina          | 15       | 1              |
| Kaia Kanepi              | Estonia       | 18       | 2              |
| Aleksandra Wozniak       | Canada        | 24       | 3              |
| Li Na                    | Cina          | 25       | 4              |
| Anastasija Pavljučenkova | Russia        | 27       | 5              |
| Ekaterina Makarova       | Russia        | 38       | 6              |
| Francesca Schiavone      | Italia        | 40       | 7              |
| Sara Errani              | Italia        | 44       | 8              |
| Bethanie Mattek-Sands    | Stati Uniti   | 45       | 9              |
| Marija Kirilenko         | Russia        | 47       | 10             |
| Anne Keothavong          | Gran Bretagna | 48       | 11             |
| Tamarine Tanasugarn      | Thailandia    | 52       | 12             |
| Magdaléna Rybáriková     | Slovacchia    | 53       | 13             |
| Roberta Vinci            | Italia        | 54       | 14             |
| Aravane Rezaï            | Francia       | 57       | 15             |
| Melinda Czink            | Ungheria      | 62       | 16             |

- Ranking al 25 maggio 2009.

### Altri partecipanti
Giocatrici che hanno ricevuto una Wild card:
- Katie O'Brien
- Georgie Stoop
- Elena Baltacha
- Naomi Cavaday

Giocatrici passati dalle qualificazioni:
- Arantxa Parra Santonja
- Youlia Fedossova
- Lilia Osterloh
- Naomi Broady
- Chanelle Scheepers
- Carly Gullickson
- Tat'jana Puček
- Anastasija Rodionova

## Campionesse

### Singolare
Magdaléna Rybáriková ha battuto in finale  Li Na, 6–0, 7–6(2)

### Doppio
Cara Black /  Liezel Huber hanno battuto in finale  Raquel Kops-Jones /  Abigail Spears, 6–1, 6–4